# Леонидов, Олег Леонидович
Оле́г Леони́дович Леони́дов (настоящая фамилия Шиманский; 15 марта 1893, Москва — 17 сентября 1951, там же) — русский советский литературовед, критик, сценарист. Награждён двумя орденами «Знак Почёта» (1944 и 1950), медалями.

## Биография
Родился 15 марта 1893 года в Москве. Учился на юридическом факультете Московского государственного университета.
С 1926 г. работал в кино как сценарист, преподавал во Всесоюзном государственном институте кинематографии. Автор сценариев к фильмам и мультфильмам: «Москва в Октябре» (1927), «Человек родился» (1928), «Белый орел» (1928, в соавт. с Я. Уриновым и Я. Протазановым), «Гобсек» (1936, в соавт. с К. Эггертом), «Дети капитана Гранта» (1936), «Остров сокровищ» (1937, в соавт.), «По щучьему велению» (1938, в соавт. с Е. Тараховской), «Таёжная сказка» (1951, мультфильм), «Сердце храбреца» (1951, мультфильм), «Снегурочка» (1952, мультфильм; в соавт.) и др., а также к украинской ленте «Степные песни» (1933, в соавт. с Я. Уриновым). Был членом Союза писателей РСФСР.
Скончался 17 сентября 1951 года.
Жена — артистка эстрады Маргарита Ивановна Ртищева (1885—1938?).

## Публикации
- Олег Леонидов. Вождь свободы А. Ф. Керенский. — М.: Кошница, 1917. — 32 с.